# Prymorske (Ismajil)
Prymorske (ukrainisch Приморське; russisch Приморское Primorskoje, rumänisch Jibrieni) ist ein Dorf im Budschak im Südwesten der Ukraine mit etwa 1900 Einwohnern (2006).

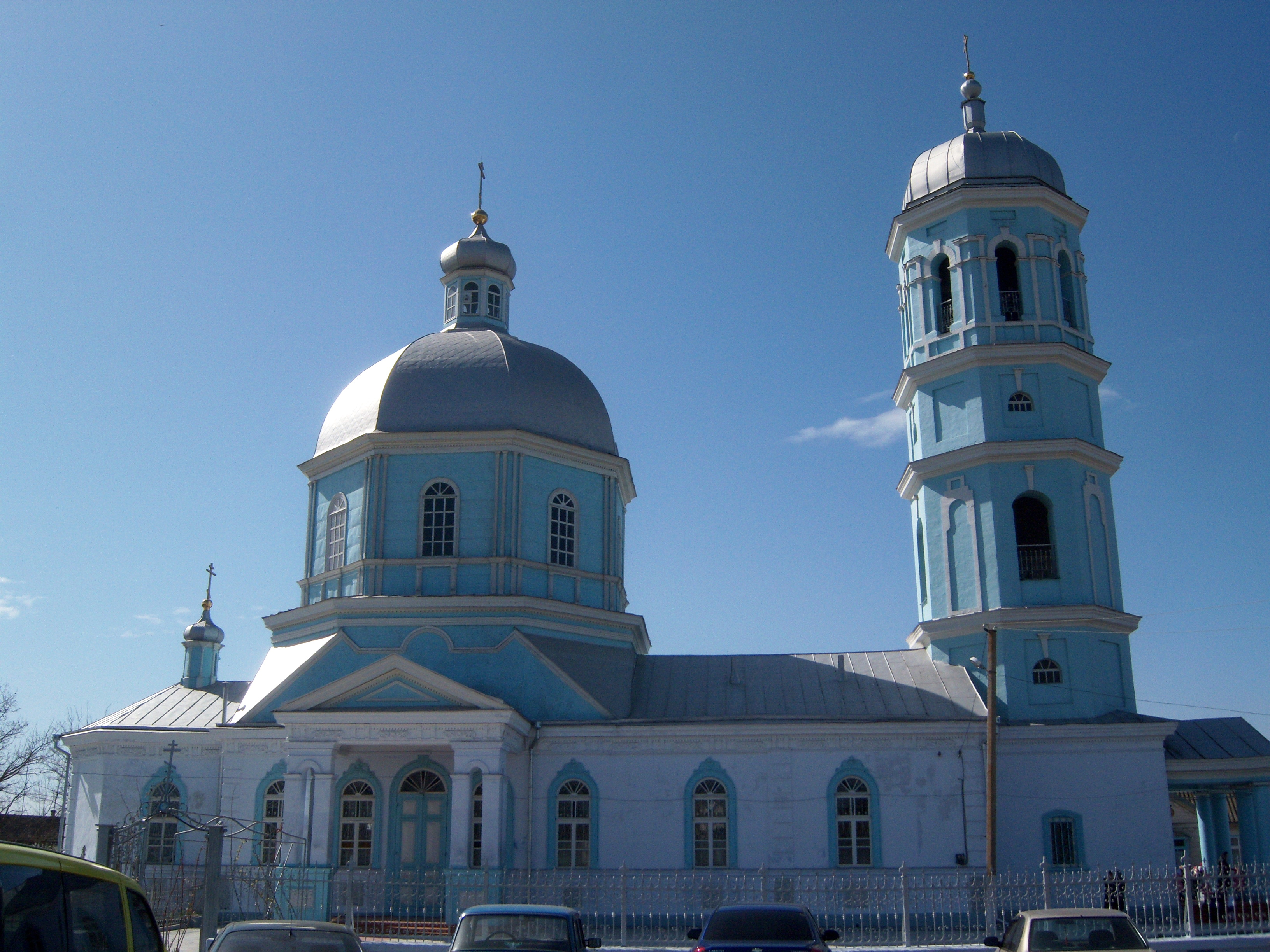
Lipowaner Kirche in Prymorske

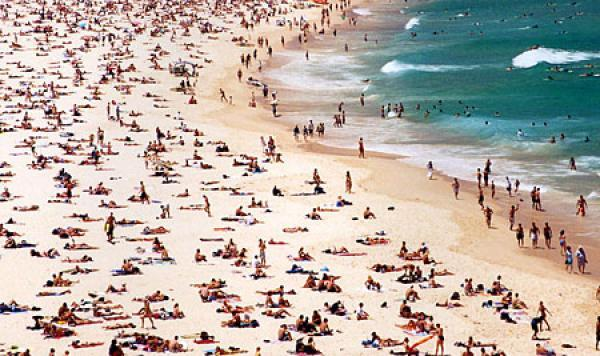
Strand von Prymorske

Am 14. November 1945 erhielt die Ortschaft, welche bis dahin den ukrainischen Namen Schebrijany (Жебріяни) trug ihren heutigen Namen.
Das 1822 gegründete Dorf liegt nahe der rumänischen Grenze an der Küste des Schwarzen Meeres zwischen den Ramsar-Gebieten des Kilijaarms und des Sassyksees im Rajon Ismajil in der Oblast Odessa.
Das Oblastzentrum Odessa liegt etwa 190 Kilometer nordöstlich des Dorfes und das ehemalige Rajonzentrum Kilija ist über die Territorialstraße T–16–30 nach 36 Kilometern in südwestliche Richtung zu erreichen.
Am 12. Juni 2020 wurde das Dorf ein Teil der Stadtgemeinde Wylkowe; bis dahin bildete es die Landratsgemeinde Prymorske (Приморська сільська рада/Prymorska silska rada) im Osten des Rajons Kilija.
Seit dem 17. Juli 2020 ist es ein Teil des Rajons Ismajil.